# Dobrociechy (przystanek kolejowy)
Dobrociechy – zlikwidowany przystanek koszalińskiej kolei wąskotorowej w Dobrociechach, w województwie zachodniopomorskim, w Polsce. Został zlikwidowany w 2007 roku.